# ПАІС
Видавництво «ПАІС» — українське приватне книжкове видавництво, орієнтоване на видання навчальної та наукової літератури з журналістики, політології, мово- та літературознавства, іноземної філології, історії та історіографії, правознавства. 
Засноване у Львові у січні 1995 року. Засновник, директор та головний редактор видавництва — кандидат політичних наук, доцент Львівського національного університету імені Івана Франка Ігор Іванович Паславський. Підготувало понад 200 видань.
Основне завдання видавництва — підтримка та популяризація української науки, сприяння розвитку методологічної бази університетської освіти.
Авторами видавництва є провідні науковці України. Зокрема професори, доктори наук: в царині права — Зорислава Ромовська, Микола Кобилецький, історії — Леонід Зашкільняк, Володимир Чорній, української мови та літератури — Олександра Сербенська, Флорій Бацевич, Нона Копистянська, Галина Мацюк, зарубіжної літератури — Алла Паславська, Роман Помірко, Алла Татаренко, журналістикознавства та соціальних комунікацій — Володимир Здоровега, Йосип Лось, Василь Лизанчук, Борис Потятиник, Олена Кузнєцова, Олександр Холод, політології — Валерій Денисенко тощо.
Видавництво «ПАІС» розвивається, розширяє напрямки діяльності. Зреалізувало цілу низку науково-популярних та художньо-публіцистичних проєктів. Зокрема, вийшли у світ: «Енциклопедія афоризмів та крилатих фраз, цитат», (упорядник — відомий мовознавець та стиліст Анатолій Капелюшний; «Астральне тіло країни: думки Івана Франка зблизька» — добірка висловлювань та цитат Івана Франка, що не втратили актуальності в наш час (упорядник — професор Зорислава Ромовська); «Міфи Другої світової війни» (автор — авторитетний український журналіст Дмитро Шурхало). Своєрідною гордістю Видавництва є вихід у світ «Невідомих творів» Тимотея Бордуляка, ровесника Івана Франка, відомого на теренах Галичини священника і письменника.